# Tiếng Bắc Âu cổ
Tiếng Bắc Âu cổ (norrønt) là một ngôn ngữ thuộc nhóm ngôn ngữ German đã từng được sử dụng bởi dân cư vùng Scandinavia và các nơi định cư hải ngoại của họ trong Thời đại Viking, cho đến khoảng năm 1300. Nó đã được phát triển từ ngôn ngữ Bắc Âu nguyên thủy cổ hơn, vào thế kỷ 8.
Do phần lớn các văn bản còn lại từ Iceland thời Trung Cổ, phiên bản được coi là chuẩn của tiếng Bắc Âu cổ là tiếng Tây Bắc Âu cổ, nghĩa là tiếng Iceland cổ và tiếng Na Uy cổ. Đôi khi, tiếng Bắc Âu cổ còn được định nghĩa là tiếng Iceland cổ và tiếng Na Uy cổ.
Tuy nhiên, còn có tiếng Đông Bắc Âu cổ cũng có rất nhiều đặc điểm tương tự, ngôn ngữ này đã được dùng ở Đan Mạch và Thụy Điển và các nơi định cư khác của người Đan Mạch và Thụy Điển. Hơn nữa, không có sự phân chia địa lý rõ ràng giữa hai nhánh ngôn ngữ. Các dấu vết của tiếng Đông Bắc Âu cổ cũng được tìm thấy tại miền Đông Na Uy, và dấu vết của tiếng Tây Bắc Âu cổ được tìm thấy ở miền Tây Thụy Điển.